# Приключения кузнечика Кузи (история вторая)
«Приключения кузнечика Кузи (история вторая)» — советский музыкальный рисованный мультфильм 1991 года, который создала режиссёр Инесса Ковалевская по мотивам сказки Михаила Пляцковского «Дневник Кузнечика Кузи», продолжение мультфильма «Приключения кузнечика Кузи (история первая)»
В фильме использованы песни Юрия Антонова.

## Сюжет
Кузнечик Кузя возвращается из Жарафрики на корабле, после своих приключений из мультфильма «Приключения кузнечика Кузи (история первая)». Действие истории разворачивается на корабле.
Кузнечик попадает на камбуз, во владения корабельного кока-обезьяны. Неудачный прыжок в торт заставляет его очень быстро удирать. Он забегает в радиорубку и пытается отправить телеграмму своей подружке Корове, но это ему не удаётся, т. к. за ним продолжает погоню разгневанный кок. Убегая от него, Кузя попадает за борт и в дальнейшее плавание корабль уходит без него. Кузя держится на спасательном круге и наблюдает за морской жизнью. Течение заносит спасательный круг в Антарктиду (в мультфильме её название изменено на Снегарктиду) к весёлым пингвинам.
В дальнейшее путешествие из Снегарктиды замерзнувший Кузя отправляется на почтовом ките в конверте, адресованном академикам всевсяческих наук.

## Песни из фильма
- «Песенка кока» («Я сам себя хвалить ни капельки не стану…»)
- «Снегарктида» («Красотой нас покорила, покорила навсегда…»)

## Создатели
| авторы сценария:           | Михаил Пляцковский, Инесса Ковалевская              |
| кинорежиссёр               | Инесса Ковалевская                                  |
| художник-постановщик       | Владимир Морозов                                    |
| композитор                 | Филипп Кольцов                                      |
| кинооператор               | Наталия Михайлова                                   |
| звукооператор              | Сергей Карпов                                       |
| художники-мультипликаторы: | Наталия Богомолова, Ольга Орлова, Владимир Шевченко |
| роли озвучивали:           | Юрий Антонов, Владимир Винокур, Людмила Гнилова     |
| художники:                 | Анна Атаманова, Ирина Собянина, Сергей Маракасов    |
| ассистент режиссёра        | Ольга Апанасова                                     |
| монтажёр                   | Галина Смирнова                                     |
| редактор                   | Елена Михайлова                                     |
| директор съёмочной группы  | Лилиана Монахова                                    |

## История создания
- В 1979 году Михаил Пляцковский выпускает книгу «Дневник кузнечика Кузи».
- В 1983 году композитор Юрий Антонов совместно с поэтом Михаилом Пляцковским написал детский мюзикл о кузнечике Кузе и выпустил два диска-гиганта «Приключения кузнечика Кузи» и «Новые приключения кузнечика Кузи» (Дискография Ю.Антонова, 1983, «Мелодия»).
- В 1990 году режиссёр Инесса Ковалевская создаёт мультфильм «Приключения кузнечика Кузи (история первая)».
- В 1991 году вышло продолжение мультфильма — «Приключения кузнечика Кузи (история вторая)».

## Переиздания на DVD
Мультфильм неоднократно выпускался на DVD в сборниках мультфильмов: «В гости к Мухе-Цокотухе» («Союзмультфильм») дистрибьютор — «Союз».